# بنيامينو أباتي
بنيامينو أباتي, (بالإنجليزية: Beniamino Abate)‏, (مواليد 10 ابريل 1962) لاعِب كُرة قدم إيطالي سابق، كما أنه حارس مرمى. وهو يشغل حالياً منصب مُدرب حراس مرمى فريق إيه سي ميلان بريميفيرا. وهو والد اللاعب إغنازيو أباتي الذي يلعب حالياً منصب الظهير الأيمن لفريق إيه سي ميلان.
خلال مسيرته لعب أباتي في الدوري الإيطالي مع فريق Benevento Calcio ومع نادي أودينيزي وإنتر ميلان ونادي كالياري ونادي ريجيانا 1919 حيث أنهى حياته المهنية  لعب ما يقارب 67 مباراة.